# Африка (провинција)
Африка (лат. Africa) је била римска провинција. Обухватала је територију отрприлике данашњег Туниса, као и медитеранску обалу данашње Либије све до залива Мали Сирт. Читав континент Африка је именован по овој римској провинцији. Причало се да је Африка хранила римско становништво осам месеци у години, док је Египат обезбеђивао преостала четири месеца.
Главни град провинције је у почетку била Зама Региа а затим римска Картагина.

## Историја
Провинција Африка је створена 146. године п. н. е. након освајања Картагине од стране Сципиона Емилијана у Трећем пунском рату. Провинцијом је управљао проконзул. Најбогатији део нове провинције је била стара картагинска територија. Административни центар провинције постала је Утика. Остатак картагинске територије је припојен нумиђанском краљу Масиниси. Али, 118. године п. н. е. када се нумиђански принц Југурта побунио и покушао да успостави сопствену власт у читавој Нумидији, Римљани су ратовали против њега, па је и Африка била угрожена. Коначно, после Југуртиног пораза, Римљани су Југуртину територију уступили мавретанском краљу Бокху, што је донело нову безбедност Африци. Од тада почиње интензивна романизација ове провинције. У Цезаровом рату против Помпеја провинција Африка је опет имала значајну улогу. 
У време цара Клаудија завршена је територијална подела ове провинције. Африка је била сенаторска провинција. Даље ширење провинције је настављено под царем Августом, са сукобима забележеним до 6. године наше ере. У време Диоклецијанове административне реформе, Африка је подељена на Africa Zeugitana (која је задржала име Africa Proconsularis, и којом је управљао проконзул) на северу и Бизанцена на југу. Стару Африку (Africa Vetus), која углавном обухвата поменуте области, Римљани (Плиније) су такође познавали као Africa propria, чији је главни град била Картагина.
Ове две нове провинције су остале део Римског царства све док германска племена нису ту упала током 5. века. Вандали су прешли у северну Африку 429, а освоји су је 439, основавши своје краљевство које је сем провинције Африке обухватало и Сицилију, Корзику, Сардинију, Балеаре. Вандали су држали у покорности римско-афричо становништво и прогонили су православље. Крајем 5. века вандалска држава се урушила.
533. цар Јустинијан је послао свог војсковођу Велизара да поново освоји Африку. Велизар је поразио Вандале, ушао је у Картагину и поново успоставио римску власт у провинцији. Обновљена римска управа покушала је да изгради утврђења ради заштите провинције од пустињских племена. У време цара Маврикија Африка и Шпанија су чинили егзархат Африку. Егзархат је толико напредовао да је Ираклије у једном часу планирао да престоницу пребаци из Константинопоља у Картагину. Али, напредак је заустављен арабљанским освајањем Африке око 640. године. Коначно, муслиманска војска из Египта је 698. године уништила Картагину, довевши до краја хришћанство у северној Африци.

## Привреда
Економски напредак ове провинције зависио је од пољопривреде. Африка је била називана житницом Царства. Изгледа да је северна Африка доносила 1 милион тона житарица годишње, а чак четвртина се извозила. Гајило се и воће, грожђе и пасуљ. У другом века почео је узгој маслина. У провинцији се производила и вуна. Говорило се да је Африка хранила римско становништво осам месеци у години, док је Египат обезбеђивао залихе за преостала четири месеца.
Најзначајнији римски градови са овог подручја су:
- Лептис Магна (Leptis Magna), Либија
- Сабрата (Sabratha), Либија
- Картагина (град) (Carthage), Тунис
- Хадрументум (Hadrumentum), данашњи Сус (град), Тунис
- Тисдрус (Thysdrus), данашњи град Ел Џем, Тунис
- Цирта (Cirta), данашњи Константин (Алжир), Алжир
- Хипо Региус (Hippo Regius), данашњи град Анаба, Алжир